# 巴西独立
巴西独立是指巴西殖民地脫離葡萄牙帝國成立巴西帝國。1821-1824年间在巴伊亞、里约热内卢和圣保罗發生的一系列事件最終促成巴西獨立。
1822年9月7日，摄政王佩德罗一世宣布巴西脫離葡萄牙－巴西－阿尔加维联合王国並正式獨立。當天也是巴西独立纪念日。1823年7月2日，巴伊亚萨尔瓦多围城戰爆發。1825年，葡萄牙王國正式承认巴西独立。

## 背景
1532年，葡萄牙人在巴西建立了第一个定居点，1534年，葡萄牙国王若昂三世将巴西划分为15个世袭领地。1549年，葡萄牙国王指派了一位总督来管理整个巴西殖民地。在葡萄牙人的統治下，當地的一些部落被同化，而其他一些部落则在战争以及歐洲人帶來的傳染病中被消滅。 